# Петко Доганов
Петко Христов Доганов наричан по негово време хаджи Петко Догана чорбаджи,е имотен копривщенски бегликчия, щедър ктитор на рилската света обител и храм „Успение на Пресвета Богородица“ в град Копривщица. Живее в построената през 1815 година голяма Доганова къща в град Копривщица. Хаджията събира данъка върху овцете и едрия рогат добитък в различни краища в населените с българи земи, като стига чак до Албания.
За нрава на хаджията говори една случка с височайшото посещение на пловдивския гръцки владика в енорията в Копривщица. Тогава свитата на преосвещенството е посрещната от осем попа, начело с протопопа отец Михальо, дядо на Михаил Маджаров. Въпреки поднесените от посрещачите достойни почитания митрополита се държал отвисоко и твърде обидно за тях. Уведоменият по най-бързият начин чорбаджи Петко пристига в черковата и произнася на турски език следната заповед към клисаря дядо Ненчо Бучков: „Ненчо, ще накълцаш наситно пресол (кисело зеле, каквото в Копривщица се пази до края на юлий месец), ще туриш повече червен пипер и да не си смеял да капваш вътре зехтин“. След като му целувал ръка, отдавайки почит на високиия му сан, Догана заявил, че той утре преди изгрев-слънце трябва да напусне селото, иначе ще го арестува чрез своите хора и ще го теслими (натресе) на Азис паша в Пловдив. Така владиката разбрал, че негово високомерие не върви в това село и на следващата сутрин рано-рано си хваща пътя за Филибе. Измежду другите си обязаности Догана, е бил и селски векилин (пълномощник) пред турските власти.

## Дарителска дейност на Петко Догана
Чорбаджи Петко Догана се прославил като собственик на редки породисти коне. Така е и изписан, яхнал жребец от един калугер (монах) от Трявна, на когото Догана в 1832 г. е заплатил, според надписа на иконата, 1200 гроша. Иконата се нарича „Свети Евстатий“ и се намира в старата църква „Успение Богородично“.Тази икона е втората с това име след другата, изписана от Захарий Зограф.
Чорбаджията често е ходил в Рилския манастир, придружен от свита от стотина души. Там церемониално е посрещан от монашеското братство с тържествена церемония пред Самоковските порти. Освен с даренията на други копривщенци тук е построен и обзаведен и с негова помощ бароковия салон (анахондарик), в който отсядат при поклонническите си посещения жителите на това място, наречен Копривщенска одая.